# CMA-Diagramm
Bei dem CMA-Diagramm (Clemmow-Mullaly-Allis-Diagramm) handelt es sich um eine kompakte Möglichkeit, die Lösungen der Dispersionsrelation einer in ein Plasma eingestrahlten elektromagnetischen Welle darzustellen.
1953 wurde von P. C. Clemmow und R. F. Mullaly ein Plot eingeführt, den W. P. Allis 1959 in einer leicht modifizierten Form übernommen hat, daher spricht man heute von dem Clemmow-Mullaly-Allis- oder kurz CMA-Diagramm.

## Grundlagen
Für die Ausbreitung elektromagnetischer Wellen im Plasma sind zwei Phänomene bedeutend: Ohne äußeres Magnetfeld können sich elektromagnetische Wellen nur dann im Plasma ausbreiten, wenn ihre Frequenz größer als die Plasmafrequenz ist (daher ist beispielsweise die irdische Ionosphäre für Radiowellen im Mittelwellen- und langwelligen Kurzwellenbereich undurchlässig). Wellen niedrigerer Frequenz führen nur zu einem „Hin- und Herschaukeln“ der Elektronen an der Oberfläche des Plasmas und werden reflektiert. Bei Plasmen in einem äußeren Magnetfeld ist zusätzlich zu berücksichtigen, dass die Elektronen durch das Magnetfeld abgelenkt werden. Dadurch können einerseits auch elektromagnetische Wellen einer höheren Frequenz noch das Plasma passieren; andererseits kann die einfallende Welle auch die Zyklotronresonanz der Elektronen anregen (d. h. die Elektronen werden zu Kreisbahnen im Magnetfeld angeregt) und dadurch stark beeinflusst werden (Resonanz). Bei hohen Magnetfeldern wirkt sich auch die Ablenkung der positiven Ionen im Magnetfeld bzw. deren Zyklotronresonanz aus.

## Das CMA-Diagramm
An der x-Achse (Abszisse) dieses Diagrammes ist das Quadrat des Verhältnisses aus Plasmafrequenz {\displaystyle \omega _{p}} und Frequenz {\displaystyle \omega } der eingestrahlten Welle aufgetragen. Die y-Achse (Ordinate) ist das Quadrat des Verhältnisses aus der Zyklotronfrequenz (Gyrationsfrequenz) {\displaystyle \omega _{c}} der Elektronen und der Frequenz der eingestrahlten Welle.
Die Punkte auf der x-Achse entsprechen also einem Magnetfeld von null ({\displaystyle \omega _{c}} = 0), hier erhält man Wellenausbreitung bis {\displaystyle \omega _{p}^{2}/\omega ^{2}=1}. Da das Quadrat der Plasmafrequenz proportional zur Elektronendichte ist, steigt der x-Wert mit der Dichte des Plasmas (bzw. dem Ionisierungsgrad).
Mit steigendem y-Wert im Diagramm steigt das äußere Magnetfeld; bei {\displaystyle \omega _{c}^{2}/\omega ^{2}=1} wird die Zyklotronfrequenz der Elektronen erreicht.
Werden die Plasmadichte und das Magnetfeld konstant gehalten, so entspricht zunehmender Entfernung vom Ursprung einer Verringerung der Frequenz der eingestrahlten Welle.
Das CMA-Diagramm ist in verschiedene Zonen unterteilt, die unterschiedlichen Arten der Welle (Polarisation, Abhängigkeit der Ausbreitungsgeschwindigkeit von der Richtung zwischen Magnetfeld und Ausbreitungsrichtung) entspricht; und es sind Bedingungen für Resonanzen im Plasma eingezeichnet. Rechts einer Linie, die bei {\displaystyle x=1}, {\displaystyle y=0} beginnt, ist keine Wellenausbreitung möglich (englisch „cutoff“). Daher kann im CMA-Diagramm abgelesen werden, ob bzw. wie sich eine elektromagnetische Welle bei bestimmten Verhältnissen im Plasma ausbreiten kann und ob Resonanzen auftreten. Umgekehrt lässt sich durch die Messung der Wellenausbreitung in Abhängigkeit von der Frequenz die Plasmadichte, z. B. in der Ionosphäre bestimmen.
Das CMA-Diagramm gilt für „kalte“ Plasmen, also Plasmen, bei denen die thermische Bewegung der Teilchen vernachlässigt wird. Außerdem werden Stöße im Plasma vernachlässigt.